# 安水稔和
安水 稔和（やすみず としかず、1931年9月15日 - 2022年8月16日）は、日本の詩人。神戸松蔭女子学院大学元教授。

## 略歴
兵庫県神戸市須磨区生まれ。1950年、詩誌「ぽえとろ」を創刊。1954年、神戸大学文学部英米文学科卒業。在学中から詩誌に関わり、のち『歴程』『たうろす』同人。現代詩人会所属。
1963年、多田武彦作曲の合唱組曲「京都」の作詞で文部省芸術祭奨励賞。1973年、ラジオドラマ「旅に病んで」で芸術祭優秀賞受賞。1984年、井植文化賞受賞。1989年、詩集『記憶めくり』で第14回地球賞。1990年、神戸市文化賞受賞。1996年、兵庫県文化賞受賞。1997年、『秋山抄』で第6回丸山豊記念現代詩賞。1999年、『生きているということ』で第40回晩翠賞。2001年、詩集『椿崎や見なんとて』で第16回詩歌文学館賞。2005年、詩集『蟹場まで』に至る菅江真澄に関する営為で第43回藤村記念歴程賞受賞。
阪神・淡路大震災をテーマにした作品を書き続けた。1985年から2017年まで神戸新聞読者文芸詩欄選者を務めた。1997年には兵庫県現代詩協会の設立を呼びかけ、初代会長を務めた。
2022年8月16日、死去。90歳没。
2025年1月、神戸文学館にて企画展「〈阪神・淡路大震災30年〉詩人が見た1.17：安水稔和の記憶をつなぐ」が開催された。

## 著書
- 『存在のための歌』（くろおぺす社、1955年）第一詩集
- 『愛について（人文書院、1956年）第二詩集
- 『鳥』（くろおぺす社、1958年）第三詩集
- 『能登』（蜘蛛出版社、1962年）第四詩集
- 『花祭』（蜘蛛出版社、1964年）第五詩集
- 『やってくる者』（蜘蛛出版社、1966年）第六詩集
- 『安水稔和詩集』（思潮社〈現代詩文庫〉、1969年）選詩集[注釈 1]
- 『佐渡』（蜘蛛出版社、1971年）第七詩集
- 『歌のように』（蜘蛛出版社、1971年）第八詩集
- 『幻視の旅：旅へ行け / 旅へ行くな』（文研出版、1973年）旅行記
- 『歌の行方：菅江真澄追跡』（国書刊行会、1977年1月）評論集
- 『西馬音内（にしもない）』（蜘蛛出版社、1977年8月）第九詩集
- 『異国間（いこくんま）』（蜘蛛出版社、1979年12月）第十詩集
- 『鳥になれ鳥よ』（花曜社、1981年9月）詩論集
- 『きみも旅をしてみませんか』（吉野教育出版、1982年）エッセイ
- 『記憶めくり：安水稔和詩集』（編集工房ノア、1988年12月）第十一詩集
- 『おまえの道を進めばいい：播磨の文人たちの物語』（神戸新聞総合出版センター、1991年11月）エッセイ
- 『風を結ぶ：安水稔和詩集』（編集工房ノア、1993年12月）第十二詩集
- 『木と水への記憶』（編集工房ノア、1994年11月）ラジオのための作品集
- 『震える木：安水稔和詩集』（編集工房ノア、1994年12月）第十三詩集
- 『ニッポニア・ニッポン』（編集工房ノア、1995年7月）ラジオのための作品集
- 『君たちの知らないむかし広島は』（編集工房ノア、1995年10月）ラジオのための作品集
- 『神戸 これから：激震地の詩人の一年』（神戸新聞総合出版センター、1996年5月）詩文集
- 『秋山抄（あきやましょう）：安水稔和詩集』（編集工房ノア、1996年11月）第十四詩集
- 『島』（編集工房ノア、1997年12月）ラジオのための作品集
- 『焼野の草びら：神戸 今も』（編集工房ノア、1998年2月）詩文集
- 『安水稔和全詩集』（沖積舎、1999年2月）全詩集
- 『生きているということ：安水稔和詩集』（編集工房ノア、1999年3月）第十五詩集
- 『椿崎や見なんとて：安水稔和詩集』（編集工房ノア、2000年3月）第十六詩集
- 『届く言葉：神戸 これはわたしたちみんなのこと』（編集工房ノア、2000年9月）詩文集
- 『安水稔和詩集』（沖積舎、2000年10月）自選詩集
- 『〈新編〉歌の行方：菅江真澄追跡』（編集工房ノア〈真澄の本〉、2001年10月）評論集
- 『ことばの日々：安水稔和詩集』（編集工房ノア、2002年3月）第十七詩集
- 『眼前の人：菅江真澄接近』（編集工房ノア〈真澄の本〉、2002年10月）評論集
- 『おもひつづきたり：菅江真澄説き語り』（編集工房ノア〈真澄の本〉、2003年10月）評論集
- 『竹中郁 詩人さんの声』（編集工房ノア、2004年6月）評論集
- 『蟹場まで（がにばまで）：安水稔和詩集』（編集工房ノア、2004年10月）第十八詩集
- 『小野十三郎 歌とは逆に歌』（編集工房ノア、2005年4月）評論集
- 『十年歌：神戸 これからも』（編集工房ノア、2005年12月）詩文集
- 『内海信之 花と反戦の詩人』（編集工房ノア、2007年9月）評論集
- 『久遠（くどう）：安水稔和詩集』（編集工房ノア、2008年10月）第十九詩集
- 『未来の記憶：菅江真澄同行』（編集工房ノア〈真澄の本〉、2009年10月）評論集
- 『遠い声 若い歌：『安水稔和全詩集』以前の未刊詩集』（沖積舎、2009年11月）
- 『ひかりの抱擁』（編集工房ノア、2010年3月）第二十詩集
- 『〈新編〉幻視の旅：安水稔和初期散文集』（沖積舎、2010年3月）旅行記
- 『杉山平一 青をめざして』（編集工房ノア、2010年6月）評論集
- 『菅江真澄と旅する：東北遊覧紀行』（平凡社〈平凡社新書598〉、2011年7月）
- 『紫式部なんか怖くない』（編集工房ノア、2012年12月）
- 『鳥の領土』（編集工房ノア、2013年4月）
- 『ぼくの詩の周辺：安水稔和初期散文集1950-60年』（沖積舎、2013年8月）
- 『生あるかぎり言葉を集め：神戸、この街で わが心の自叙伝』（神戸新聞総合出版センター〈のじぎく文庫〉、2013年11月）
- 『記憶の目印：安水稔和詩集』（編集工房ノア、2013年10月）
- 『有珠：安水稔和詩集』（編集工房ノア、2014年10月）
- 『春よめぐれ：安水稔和詩集』（編集工房ノア〈ノア詩文庫〉、2015年1月）
- 『声をあげよう言葉を出そう：神戸新聞読者文芸選者随想』（発行：『声をあげよう言葉を出そう』編集委員会、発売：神戸新聞総合出版センター、2015年6月）
- 『安水稔和詩集成』上下巻（沖積舎、2015年8月）
- 『隣の隣は隣：神戸わが街』（編集工房ノア、2016年8月）
- 『神戸わが街：ここがロドスだここで踊ろう』（発行：『神戸わが街』編集委員会、発売：神戸新聞総合出版センター、2016年11月）
- 『一行の詩のためには：安水稔和未刊散文集1961-2016年』（沖積舎、2016年12月）
- 『甦（よみがえ）る：安水稔和詩集』（編集工房ノア、2017年5月）
- 『地名抄：安水稔和詩集』（編集工房ノア、2018年11月）
- 『辿る：続地名抄：安水稔和詩集』（編集工房ノア、2019年9月）
- 『繋ぐ：続続地名抄：安水稔和詩集』（編集工房ノア、2020年4月）

## 共編著
- 『100年の詩集：兵庫・神戸・詩人の歩み』（蜘蛛編集グループ編、神戸：日東館、1967年）（後記によると「蜘蛛編集グループ」は中村隆、君本昌久、伊勢田史郎、安水稔和である）
- 『小野十三郎 若い人のための現代詩』（小野十三郎著、社会思想社〈現代教養文庫〉、1972年）
- 『神戸の詩人たち 戦後詩集成』（君本昌久共編、神戸新聞出版センター、1984年7月）
- 『兵庫の詩人たち 明治・大正・昭和詩集成』（君本昌久共編、神戸新聞出版センター、1985年12月）

## 楽譜（歌詞）
- 『京都： 合唱組曲 : 混声』作詞, 安水稔和；作曲，多田武彦 （音楽之友社 , 1965年）(合唱名曲コレクション, D5)
- 『白き花鳥図』 多田武彦 （音楽之友社 , 1983年）(混声合唱曲集 / 多田武彦, 1)（京都 / 安水稔和作詩を含む）
- 『鳥について : 混声合唱組曲』安水稔和=作詩 ; 池辺晋一郎=作曲 （カワイ出版 , 2001年）
- 『あなたにあいたくて生まれてきた詩 : 混声合唱組曲 = Seven songs for you : suite for mixed chorus　千原英喜 = Hideki Chihara　（全音楽譜出版社, 2011年7月）（風のうた / 安水稔和詩を含む）
- 『Da capo : for mixed chorus and piano : 混声合唱曲集』 安水稔和作詩 ;信長貴富作曲 （音楽之友社 , 2019年8月）
- 『ことばの日々： 混声合唱とピアノのための三章』 安水稔和作詩； 信長貴富作曲 （カワイ出版 , 2020年10月）